# Quadrantektomie
Quadrantektomie ist die Bezeichnung für die brusterhaltende chirurgische Entfernung (Exzision) eines  Tumors aus der Brust einer Patientin. Die Quadrantektomie ist ein Verfahren aus der Gruppe der brusterhaltenden Therapien (BET). Einige Autoren nennen die Quadrantektomie auch partielle Mastektomie oder segmentale Mastektomie.

## Beschreibung und Differenzierung

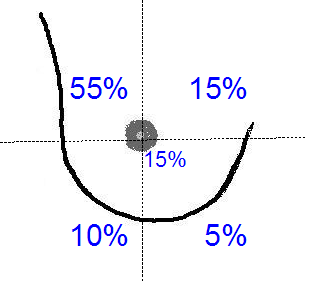
Die vier Quadranten der Brust.

In den meisten Fällen handelt es sich um maligne Tumoren (Brustkrebs), die mittels Quadrantektomie entfernt werden. Dabei wird der Teil (das „Viertel“, „Quadrant“) der Brust, einschließlich der darüberliegenden Hautspindel, exzidiert, in welchem der Tumor lokalisiert ist. Befindet sich der Quadrant in laterokranialer Position, so können gleichzeitig auch die Lymphknoten im Bereich der Achselhöhle (Axilladissektion) oder der Wächterlymphknoten entfernt werden.
Im Vergleich dazu wird bei einer Mastektomie die ganze Brust und bei der Lumpektomie nur der Tumor und 1 bis 2 cm umgebendes gesundes Gewebe entfernt.
Die Kombination aus Quadrantektomie, Axilladissektion und Radiotherapie hat das Akronym QUART.

## Auswirkungen
Der Bereich der Brustwarze und der Brustwarzenhof bleiben – ausgenommen bei der zentralen Quadrantektomie –, wie auch der größte Teil des gesunden Brustgewebes, bei der Quadrantektomie erhalten. Dennoch kann nach dem Eingriff eine Asymmetrie beziehungsweise Deformation der Brust entstehen. Eine Reihe von verschiedenen Methoden zur Rekonstruktion können diese kosmetischen Defizite weitgehend ausgleichen. Eine mögliche Variante ist die Verwendung eines autologen Transplantates, wie beispielsweise eines myokutanen Lappens (Haut-Muskel-Transplantat) des Musculus latissimus dorsi (großer Rückenmuskel). Dies kann – für den Patienten in meist vorteilhafter Weise – unmittelbar nach der Tumorentfernung beim gleichen Eingriff erfolgen.
In einer Langzeitstudie über 20 Jahre wurde die Langzeitüberlebensrate von zwei Patientengruppen verglichen. Bei der einen Gruppe von Patienten wurde der Tumor durch Mastektomie entfernt, bei der anderen erfolgte der Eingriff per Quadrantektomie mit anschließender Strahlentherapie der betroffenen Brust. Die Überlebensraten waren in beiden Gruppen gleich. Die Autoren der Studie sehen daher in der brusterhaltenden Tumorentfernung das Mittel der Wahl, wenn der Tumor eine bestimmte Größe nicht überschritten hat.

## Medizingeschichte
Die Quadrantektomie wurde von dem italienischen Chirurgen Umberto Veronesi (1925–2016) in den 1970er Jahren entwickelt. Von ihm stammt auch der Begriff Quadrantektomie (engl. quadrantectomy).

## Weiterführende Literatur
- M. Kaufmann u. a. (Herausgeber): Atlas der Brustchirurgie. Verlag Springer, 2007, ISBN 3-540-48881-2 eingeschränkte Vorschau in der Google-Buchsuche
- S. Magno u. a.: Accessory nipple reconstruction following a central quadrantectomy: a case report. In: Cases J 2, 2009, 32. PMID 19133154 (Open Access)
- A. Costa u. a.: Less aggressive surgery and radiotherapy is the way forward. In: Current Opinion in Oncology 16, 2004, S. 523–528. PMID 15627012 (Review)
- U. Veronesi: Clinical management of minimal breast cancer. In: Seminars in Surgical Oncology 5, 1989, S. 145–150. PMID 2543052 (Review)
- N. Ohuchi: Breast-conserving surgery for invasive cancer: a principle based on segmental anatomy. In: Tohoku J Exp Med 188, 1999, S. 103–118. PMID 10526872 (Review)